# Ranavirus
Genre
Ranavirus est un genre de virus à ADN qui causent des nécroses hématopoïétiques épizootiques. 
Ces virus touchent les animaux aquatiques comme les poissons (dont marins) et les amphibiens (mort par hémorragie internes, avec symptômes d'ulcérations de la peau) ainsi que des reptiles (aux États-Unis, en Australie).
Ils sont source de maladies émergentes a priori impliquées dans le déclin général des amphibiens ; tous les écosystèmes ne sont pas concernés, mais le virus s'étend, imposant des mesures prophylactiques.
On en découvre régulièrement de nouveaux isolats

## Histoire
Ces virus ont été isolés depuis la fin des années 1990 chez divers amphibiens,,, on pense que certains d'entre eux sont responsables ou coresponsables de taux de mortalité extrêmement élevés et localisés d'amphibiens en Amérique du Nord, mais aussi en Europe, de l'Espagne  au Danemark, en passant par le Royaume-Uni,, la Belgique. On trouve ces virus en Asie aussi, jusqu'au Japon.
Depuis la fin des années 2000, des ranavirus déciment des reptiles et amphibiens aux États-Unis,,.

## Référence biologique
- (en) ICTV : Ranavirus  (consulté le 1er février 2021)

### Présentation
- Université du Tennessee, Présentation [<http://fwf.ag.utk.edu/mgray/wfs493/Lectures/Ranavirus12.pdf Ecology and Pathology of Ranaviruses]